# Joseph Cross
Joseph Michael Cross (New Brunswick, 28 mei 1986) is een Amerikaans acteur. Hij won in 2006 een Satellite Award voor het spelen van Augusten Burroughs in de tragikomedie Running with Scissors. Daarnaast werd hij in 2009 samen met alle andere acteurs van de biografische dramafilm Milk genomineerd voor een Screen Actors Guild Award.
Cross debuteerde in 1998 op het witte doek als acteur Andy Garcías zieke zoontje Matthew Conner in de thriller Desperate Measures. Hij was elf jaar oud toen de film in première ging. Het enige dat zijn leven kan redden in Desperate Measures is het beenmerg van een psychopaat gespeeld door Michael Keaton, die in de datzelfde jaar verschenen familiefilm Jack Frost dan weer Cross' vader speelt. Tussendoor was hij in zijn debuutjaar ook nog te zien als Joshua Beal in M. Night Shyamalans familiekomedie Wide Awake
Na de drieslag in 1998 was Cross een aantal jaren niet in de bioscoop te zien. Wel was hij te zien met wederkerende rollen in verschillende televisieseries, zoals As the World Turns en Third Watch. In 2005 keerde hij terug op het grote scherm als Derrick Blank in de komedie Strangers with Candy.

## Filmografie
*Exclusief televisiefilms
| - Everything Beautiful Is Far Away (2017) - Tilt (2017) - The Last Film Festival (2016) - The Automatic Hate (2015) - Last Weekend (2014) - Jimmy P. (2013) - Art Machine (2012) - Lincoln (2012) - Mine Games (2012) - Born to Race (2011) - Citizen Gangster (2011) | - Son of Morning (2011) - Falling Up (2009, aka The Golden Door) - Milk (2008) - Untraceable (2008) - Running with Scissors (2006) - Flags of Our Fathers (2006) - Homecoming (2005) - Strangers with Candy (2005) - Jack Frost (1998) - Wide Awake (1998) - Desperate Measures (1998) |

## Televisieseries
*Exclusief eenmalige (gast)rollen
- Mindhunter - Benjamin Barnwright (2017, twee afleveringen)
- Big Little Lies - Tom (2017, zes afleveringen)
- The O'Keefes - Danny O'Keefe (2003, acht afleveringen)
- Third Watch - Eric Beckman (2003, twee afleveringen)
- As the World Turns - Casey Hughes (2000, drie afleveringen)

- Bibsys: 12000107
- Biblioteca Nacional de España: XX1303297
- Gemeinsame Normdatei: 141729554
- International Standard Name Identifier: 0000 0001 1511 1609
- Library of Congress Control Number: n99035909
- Nationale Bibliotheek van Tsjechië: xx0156437
- Nationale Bibliotheek van Israël: 987007421750305171
- Nederlandse Thesaurus van Auteursnamen: 308283155
- Virtual International Authority File: 23930174
- WorldCat: E39PBJf8vvpGrkMvRtVMrvbcfq